# Fritzi von Mikesch

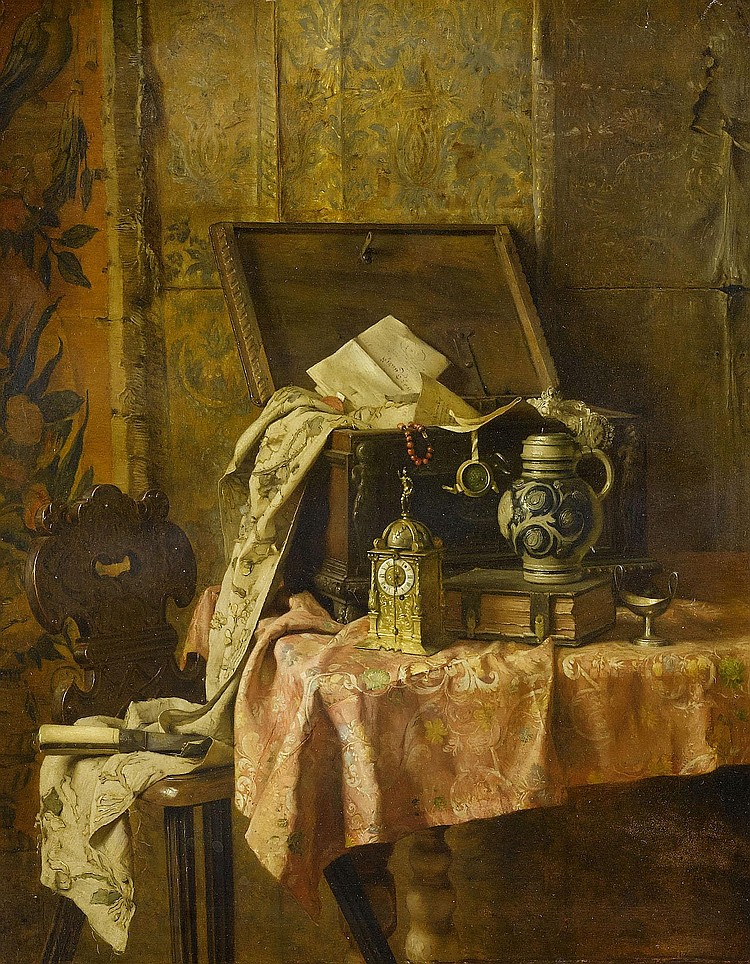
Stillleben mit einer Truhe und anderen Gegenständen

Fritzi (von) Mikesch (auch Fritzie, Friderike, Fritze, * 23. Februar 1853 in Wien; † 12. März 1891 ebenda) war eine österreichische Stilllebenmalerin.
Fritzi von Mikesch war Schülerin von Rudolph Ernst und Leopold Carl Müller. Sie malte fast ausschließlich Stillleben. 1880 bis 1883 sowie 1888 nahm sie an Ausstellungen des Österreichischen Kunst-Vereins in Wien teil (u. a. Blumenstücke, Stilleben mit Fasan, Stilleben mit Urne). 1888 beschickte sie die Internationale Jubiläumsausstellung im Wiener Künstlerhaus mit den Ölgemälden Stilleben, Kellerszene und Steinbank mit Obst. Bei der Münchener Jahresausstellung 1890 im Glaspalast wurde ihr Werk Aus der Speisekammer  gezeigt. Eines ihrer Jagdstillleben gelangte in die Sammlung des Rudolfinum in Prag.
Fritzi von Mikesch war seit ihrer Kindheit auf einen Rollstuhl angewiesen. Sie starb im Alter von 38 Jahren.